# Mairipotaba
Mairipotaba este un oraș în Goiás (GO), Brazilia.